# Thủy văn nước mặt
Thủy văn nước mặt là bộ môn phụ của thủy văn học liên quan đến nước trên mặt đất, trái ngược với thủy văn nước ngầm liên quan đến nước bên dưới bề mặt Trái đất. Các ứng dụng của nó bao gồm lượng mưa và dòng chảy, các tuyến đường mà nước mặt đi qua (ví dụ qua sông hoặc hồ chứa) và sự xuất hiện của lũ lụt và hạn hán. Thủy văn nước mặt được sử dụng để dự đoán ảnh hưởng của các công trình nước như đập và kênh. Nó xem xét bố trí của lưu vực sông, địa chất, đất, thảm thực vật, chất dinh dưỡng, năng lượng và động vật hoang dã. khía cạnh được mô hình hóa bao gồm lượng mưa, sự ngăn chặn nước mưa bằng thảm thực vật hoặc các cấu trúc nhân tạo, bốc hơi, chức năng thoát nước và chính hệ thống bề mặt đất.
Khi nước mặt thấm vào lòng đất phía trên tầng trũng, nó được phân loại là nước ngầm, và tốc độ xảy ra này xác định nhu cầu lưu thoát cho dòng chảy trong luồng, cũng như mực nước ngầm trong giếng. Mặc dù nước ngầm không phải là một phần của thủy văn nước mặt, nhưng nó phải được tính đến để đem lại sự hiểu biết đầy đủ về hoạt động của nước mặt.
Thủy văn sông băng là một phần của thủy văn nước mặt; một số dòng chảy từ sông băng và tuyết cũng liên quan đến các khái niệm thủy văn nước ngầm.